# سيلوسيبين
سيلوسيبين (بالإنجليزية: Psilocybin)‏ هو مركب كيميائي مهلوس يوجد في أكثر من 200 نوع من أنواع فطر المشروم.